# Calafrica
Calafrica è il disco d'esordio del gruppo musicale Kalamu. Album dalle sonorità etniche pubblicato nel 2005, è composto da pezzi inediti,  prodotto dalla sana records e distribuito dall'audioglobe.
La canzone omonima, esplicitamente un brano anti razzista dove la vicina Africa si unisce simbolicamente con la Calabria, mentre il brano "Mercanti" ti trascina nelle vicende di chi costretto a lasciare la propria tera d'origine per motivi come la guerra; sperando di vivere una vita migliore, ma non e sempre così. "U patunu du munnu": il manifesto dell'arroganza umana .

## Tracce
1. Cammina – 5:12
2. I passi della terra – 3:30
3. Luna luna – 4:45
4. Calafrica – 4:28
5. Curteduzzu – 3:40
6. Mercanti – 5:10
7. Tarantella mediterranea – 1:38
8. La canzone della pazza – 3:28
9. Fortuna – 3:10
10. U patrunu du munnu – 5:10
11. U muschijdd' – 2:10
12. Kalamu – 3:44

## Formazione
- Irene Cantisani - voce e flauto
- Paolo Farace - voce, chitarra acustica e kazoo
- Francesco Errico - cori e basso elettrico
- Armando Frangella - fisarmonica e violino
- Luigi Sgamba - percussioni, percussioni etniche e tamburelli
- Pasquale Perrone - chitarra classica mandola napoletana, cuatro portoricano e chitarra battente